# Fehéroroszország az 1998. évi téli olimpiai játékokon
Fehéroroszország a japán Naganóban megrendezett 1998. évi téli olimpiai játékok egyik részt vevő nemzete volt. Az országot az olimpián 9 sportágban 59 sportoló képviselte, akik összesen 2 érmet szereztek.

## Érmesek
| Érem  | Versenyző            | Sportág      | Versenyszám                  |
| ----- | -------------------- | ------------ | ---------------------------- |
| Bronz | Aljakszej Ajdarav    | Biatlon      | Férfi 20 km egyéni indításos |
| Bronz | Dzmitrij Dascsinszki | Síakrobatika | Férfi ugrás                  |

## Alpesisí
Férfi
| Versenyző   | Versenyszám            | Eredmény | Helyezés |
| ----------- | ---------------------- | -------- | -------- |
| Ihar Judzin | Szuperóriás-műlesiklás | 1:45,92  | 36.      |

## Biatlon
Férfi
| Versenyző                                                          | Versenyszám      | Lövőhiba    | Időeredmény | Helyezés |
| ------------------------------------------------------------------ | ---------------- | ----------- | ----------- | -------- |
| Aljakszej Ajdarav                                                  | 10 km sprint     | 2 (1+1)     | 30:12,3     | 37.      |
| Aljakszej Ajdarav                                                  | 20 km egyéni     | 1 (0+0+0+1) | 56:46,5     |          |
| Aljakszandr Papov                                                  | 10 km sprint     | 2 (2+0)     | 30:53,0     | 55.      |
| Aljakszandr Papov                                                  | 20 km egyéni     | 3 (0+2+0+1) | 1:00:39,6   | 29.      |
| Aleh Rizsankov                                                     | 10 km sprint     | 2 (0+2)     | 29:38,2     | 27.      |
| Aleh Rizsankov                                                     | 20 km egyéni     | 2 (0+1+0+1) | 58:31,3     | 9.       |
| Vadzim Szasurin                                                    | 10 km sprint     | 1 (1+0)     | 30:34,0     | 46.      |
| Vadzim Szasurin                                                    | 20 km egyéni     | 2 (1+0+1+0) | 59:08,6     | 13.      |
| Aljakszej Ajdarav Aleh Rizsankov Aljakszandr Papov Vadzim Szasurin | 4 × 7,5 km váltó | 0+4         | 1:23:14,0   | 4.       |

Női
| Versenyző                                                                | Versenyszám      | Lövőhiba    | Időeredmény | Helyezés |
| ------------------------------------------------------------------------ | ---------------- | ----------- | ----------- | -------- |
| Natallja Maroz                                                           | 7,5 km sprint    | 0 (0+0)     | 25:04,7     | 28.      |
| Szvjatlana Paramihina                                                    | 7,5 km sprint    | 2 (0+2)     | 24:50,0     | 24.      |
| Szvjatlana Paramihina                                                    | 15 km egyéni     | 2 (0+0+2+0) | 56:53,4     | 12.      |
| Natallja Permjakova                                                      | 15 km egyéni     | 3 (1+2+0+0) | 1:01:33,5   | 41.      |
| Natallja Rizsankova                                                      | 7,5 km sprint    | 4 (1+3)     | 26:10,5     | 52.      |
| Natallja Rizsankova                                                      | 15 km egyéni     | 3 (0+2+1+0) | 58:03,5     | 19.      |
| Irina Tananajko                                                          | 7,5 km sprint    | 0 (0+0)     | 24:42,5     | 22.      |
| Irina Tananajko                                                          | 15 km egyéni     | 1 (0+1+0+0) | 58:25,4     | 22.      |
| Irina Tananajko Natallja Rizsankova Natallja Maroz Szvjatlana Paramihina | 4 × 7,5 km váltó | 0+7         | 1:45:24,0   | 12.      |

## Északi összetett
| Versenyző               | Versenyszám | Síugrás | Síugrás | Síugrás    | Sífutás | Sífutás | Összesítés | Összesítés |
| Versenyző               | Versenyszám | Pont    | Hely.   | Időhátrány | Idő     | Hely.   | Idő        | Helyezés   |
| ----------------------- | ----------- | ------- | ------- | ---------- | ------- | ------- | ---------- | ---------- |
| Kansztancin Kalinovszki | Egyéni      | 181,0   | 45.     | +6:00      | 43:38,2 | 35.     | 49:38,2    | 42.        |
| Szjarhej Zaharanka      | Egyéni      | 158,0   | 48.     | +8:18      | 42:54,2 | 31.     | 51:12,2    | 43.        |

## Gyorskorcsolya
Férfi
| Versenyző        | Versenyszám | Eredmény | Helyezés |
| ---------------- | ----------- | -------- | -------- |
| Vital Novicsenka | 5000 m      | 7:19,76  | 32.      |

Női
| Versenyző                | Versenyszám | 1. futam | 1. futam | 2. futam | 2. futam | Eredmény | Helyezés |
| Versenyző                | Versenyszám | Idő      | Hely.    | Idő      | Hely.    | Eredmény | Helyezés |
| ------------------------ | ----------- | -------- | -------- | -------- | -------- | -------- | -------- |
| Szvjatlana Csepelnyikova | 3000 m      |          |          |          |          | 4:36,97  | 29.      |
| Ljudmila Kaszcjukevics   | 500 m       | 41,00    | 32.      | 41,43    | 34.*     | 82,43    | 31.      |
| Ljudmila Kaszcjukevics   | 1000 m      |          |          |          |          | 1:22,58  | 34.      |
| Anzsalika Kacjuha        | 500 m       | 39,76    | 17.      | 39,85    | 18.      | 79,61    | 16.      |
| Anzsalika Kacjuha        | 1000 m      |          |          |          |          | 1:21,35  | 25.      |

* - egy másik versenyzővel azonos eredményt ért el

## Jégkorong

### Férfi
| Fehérorosz nemzeti férfi jégkorongcsapat-játékoskeret | Fehérorosz nemzeti férfi jégkorongcsapat-játékoskeret | Fehérorosz nemzeti férfi jégkorongcsapat-játékoskeret |
| #                                                     | Név                                                   | Poszt                                                 |
| ----------------------------------------------------- | ----------------------------------------------------- | ----------------------------------------------------- |
| 1                                                     | Aljakszandr Sumidub                                   | K                                                     |
| 30                                                    | Andrej Mezin                                          | K                                                     |
| 3                                                     | Aleh Hmil                                             | V                                                     |
| 5                                                     | Aleh Ramanav                                          | V                                                     |
| 6                                                     | Ihar Matuskin                                         | V                                                     |
| 7                                                     | Szjarhej Jarkovics                                    | V                                                     |
| 15                                                    | Aljakszandr Aljakszejev                               | V                                                     |
| 23                                                    | Ruszlan Szalej                                        | V                                                     |
| 25                                                    | Aljakszandr Zsurik                                    | V                                                     |
| 95                                                    | Szjarhej Sztasz                                       | V                                                     |
| 8                                                     | Aljakszej Lozskin                                     | T                                                     |
| 9                                                     | Aljakszandr Andrijevszki                              | T                                                     |
| 10                                                    | Viktar Karacsun                                       | T                                                     |
| 11                                                    | Vadzim Bekbulatav                                     | T                                                     |
| 13                                                    | Andrej Kovaljov                                       | T                                                     |
| 14                                                    | Vaszil Pankov                                         | T                                                     |
| 16                                                    | Andrej Szkabelka                                      | T                                                     |
| 17                                                    | Aljakszej Kaljuzsni                                   | T                                                     |
| 18                                                    | Aleh Antonyenka                                       | T                                                     |
| 19                                                    | Eduard Zankavec                                       | T                                                     |
| 21                                                    | Javhen Roscsin                                        | T                                                     |
| 29                                                    | Uladzimir Ciplakov                                    | T                                                     |
| 55                                                    | Aljakszandr Halcsenyuk                                | T                                                     |

- Posztok rövidítései: K – Kapus, V – Védő, T – Támadó

#### Eredmények
Selejtező
B csoport
| Csapat           | M | Gy | D | V | G+ | G– | Gk  | P |
| ---------------- | - | -- | - | - | -- | -- | --- | - |
| Fehéroroszország | 3 | 2  | 1 | 0 | 14 | 4  | +10 | 5 |
| Németország      | 3 | 2  | 0 | 1 | 7  | 9  | –2  | 4 |
| Franciaország    | 3 | 1  | 0 | 2 | 5  | 8  | –3  | 2 |
| Japán            | 3 | 0  | 1 | 2 | 5  | 10 | –5  | 1 |

| 1998. február 7. | Franciaország (FRA) | 0 – 4 (0–1, 0–1, 0–2) | Fehéroroszország | The Big Hat/ Aqua Wing Arena, Nagano Nézőszám: 3419 |

|  |  |  |  |  |
|  |  |  |  |  |
|  |  |  |  |  |
|  |  |  |  |  |

| 1998. február 9. | Németország (GER) | 2 – 8 (0–2, 2–3, 0–3) | Fehéroroszország | The Big Hat/ Aqua Wing Arena, Nagano Nézőszám: 8063 |

|  |  |  |  |  |
|  |  |  |  |  |
|  |  |  |  |  |
|  |  |  |  |  |

| 1998. február 10. | Japán (JPN) | 2 – 2 (1–1, 1–1, 0–0) | Fehéroroszország | The Big Hat/ Aqua Wing Arena, Nagano Nézőszám: 3659 |

|  |  |  |  |  |
|  |  |  |  |  |
|  |  |  |  |  |
|  |  |  |  |  |

Csoportkör
C csoport
| Csapat           | M | Gy | D | V | G+ | G– | Gk  | P |
| ---------------- | - | -- | - | - | -- | -- | --- | - |
| Kanada           | 3 | 3  | 0 | 0 | 12 | 3  | +9  | 6 |
| Svédország       | 3 | 2  | 0 | 1 | 11 | 7  | +4  | 4 |
| Egyesült Államok | 3 | 1  | 0 | 2 | 8  | 10 | –2  | 2 |
| Fehéroroszország | 3 | 0  | 0 | 3 | 4  | 15 | –11 | 0 |

| 1998. február 13. | Kanada (CAN) | 5 – 0 (0–2, 0–2, 0–1) | Fehéroroszország | The Big Hat/ Aqua Wing Arena, Nagano Nézőszám: 9960 |

|  |  |  |  |  |
|  |  |  |  |  |
|  |  |  |  |  |
|  |  |  |  |  |

| 1998. február 14. | Egyesült Államok (USA) | 5 – 2 (2–1, 1–0, 2–1) | Fehéroroszország | The Big Hat/ Aqua Wing Arena, Nagano Nézőszám: 9975 |

|  |  |  |  |  |
|  |  |  |  |  |
|  |  |  |  |  |
|  |  |  |  |  |

| 1998. február 16. | Svédország (SWE) | 5 – 2 (0–2, 1–1, 1–2) | Fehéroroszország | The Big Hat/ Aqua Wing Arena, Nagano Nézőszám: 4235 |

|  |  |  |  |  |
|  |  |  |  |  |
|  |  |  |  |  |
|  |  |  |  |  |

Negyeddöntő
| 1998. február 18. | Oroszország (RUS) | 4 – 1 (1–0, 1–0, 2–0) | Fehéroroszország | The Big Hat/ Aqua Wing Arena, Nagano Nézőszám: 4628 |

|  |  |  |  |  |
|  |  |  |  |  |
|  |  |  |  |  |
|  |  |  |  |  |

| Csapat           | Helyezés |
| ---------------- | -------- |
| Fehéroroszország | 7.       |

## Műkorcsolya
| Versenyző                      | Versenyszám | Kötelező tánc 1   | Kötelező tánc 1 | Kötelező tánc 1 | Kötelező tánc 2   | Kötelező tánc 2 | Kötelező tánc 2 | Eredeti (original) tánc | Eredeti (original) tánc | Eredeti (original) tánc | Kűr               | Kűr   | Kűr         | Összesítés         | Összesítés |
| Versenyző                      | Versenyszám | Több. hely. száma | Hely.           | Hely. pont.     | Több. hely. száma | Hely.           | Hely. pont.     | Több. hely. száma       | Hely.                   | Hely. pont.             | Több. hely. száma | Hely. | Hely. pont. | Helyezési pontszám | Helyezés   |
| ------------------------------ | ----------- | ----------------- | --------------- | --------------- | ----------------- | --------------- | --------------- | ----------------------- | ----------------------- | ----------------------- | ----------------- | ----- | ----------- | ------------------ | ---------- |
| Taccjana Navka Mikalaj Marozav | Jégtánc     | 6×14+             | 14.             | 2,8             | 5×15+             | 15.             | 3,0             | 6×17+                   | 17.                     | 10,2                    | 8×16+             | 16.   | 16,0        | 32,0               | 16.        |

## Síakrobatika
Ugrás
| Versenyző             | Versenyszám | Selejtező | Selejtező | Döntő   | Döntő    |
| Versenyző             | Versenyszám | Pont      | Helyezés  | Pont    | Helyezés |
| --------------------- | ----------- | --------- | --------- | ------- | -------- |
| Dzmitrij Dascsinszki  | Férfi       | 249,04    | 1.        | 240,79  |          |
| Aljakszej Hrisin      | Férfi       | 217,84    | 9.        | 220,99  | 8.       |
| Aljakszandr Tkacsenka | Férfi       | 178,46    | 18.       | kiesett | kiesett  |
| Vaszil Vorobjov       | Férfi       | 199,29    | 13.       | kiesett | kiesett  |

Mogul
| Versenyző                | Versenyszám | Selejtező | Selejtező | Döntő   | Döntő    |
| Versenyző                | Versenyszám | Pont      | Helyezés  | Pont    | Helyezés |
| ------------------------ | ----------- | --------- | --------- | ------- | -------- |
| Aleh Kuljasov            | Férfi       | 11,13     | 29.       | kiesett | kiesett  |
| Julija Milko-Csarnamorac | Női         | 20,20     | 19.       | kiesett | kiesett  |

## Sífutás
Férfi
| Versenyző                                                                            | Versenyszám         | Eredmény      | Helyezés      |
| ------------------------------------------------------------------------------------ | ------------------- | ------------- | ------------- |
| Szjarhej Dalidovics                                                                  | 10 km               | nem ért célba | nem ért célba |
| Szjarhej Dalidovics                                                                  | 30 km               | 1:42:18,7     | 36.           |
| Szjarhej Dalidovics                                                                  | 50 km               | 2:17:07,5     | 31.           |
| Vjacsaszlav Plakszunov                                                               | 50 km               | nem ért célba | nem ért célba |
| Aljakszandr Szannyikav                                                               | 10 km               | 29:54,7       | 39.           |
| Aljakszandr Szannyikav                                                               | 15 km üldözőverseny | 43:16,9       | 26.           |
| Aljakszandr Szannyikav                                                               | 30 km               | 1:42:48,0     | 40.           |
| Aljakszandr Szannyikav                                                               | 50 km               | 2:16:34,4     | 27.           |
| Mikalaj Szemjanyaka                                                                  | 10 km               | 31:54,5       | 73.           |
| Mikalaj Szemjanyaka                                                                  | 15 km üldözőverseny | 49:31,3       | 60.           |
| Mikalaj Szemjanyaka                                                                  | 30 km               | 1:47:32,5     | 54.           |
| Mikalaj Szemjanyaka                                                                  | 50 km               | nem ért célba | nem ért célba |
| Aljakszej Trehubov                                                                   | 10 km               | 31:43,9       | 70.           |
| Aljakszej Trehubov                                                                   | 15 km üldözőverseny | nem ért célba | nem ért célba |
| Aljakszej Trehubov                                                                   | 30 km               | 1:40:05,9     | 18.           |
| Szjarhej Dalidovics Aljakszej Trehubov Aljakszandr Szannyikav Vjacsaszlav Plakszunov | 4 × 10 km váltó     | 1:45:15,3     | 14.           |

Női
| Versenyző                                                                  | Versenyszám         | Eredmény  | Helyezés |
| -------------------------------------------------------------------------- | ------------------- | --------- | -------- |
| Kacjarina Antanyuk                                                         | 15 km               | 52:24,5   | 42.      |
| Szvjatlana Kamockaja                                                       | 5 km                | 19:32,7   | 48.      |
| Szvjatlana Kamockaja                                                       | 10 km üldözőverseny | 33:11,2   | 47.      |
| Szvjatlana Kamockaja                                                       | 15 km               | 51:59,0   | 39.      |
| Szvjatlana Kamockaja                                                       | 30 km               | 1:33:51,6 | 42.      |
| Ljudmila Korolik                                                           | 5 km                | 20:17,9   | 63.      |
| Ljudmila Korolik                                                           | 10 km üldözőverseny | 34:55,4   | 58.      |
| Ljudmila Korolik                                                           | 30 km               | 1:34:07,5 | 44.      |
| Alena Szinykevics                                                          | 5 km                | 18:50,2   | 23.      |
| Alena Szinykevics                                                          | 10 km üldözőverseny | 30:42,5   | 21.      |
| Alena Szinykevics                                                          | 15 km               | 49:20,8   | 15.      |
| Alena Szinykevics                                                          | 30 km               | 1:27:15,3 | 12.      |
| Irina Szkripnyik                                                           | 5 km                | 19:44,2   | 55.      |
| Irina Szkripnyik                                                           | 10 km üldözőverseny | 34:15,8   | 55.      |
| Irina Szkripnyik                                                           | 15 km               | 52:26,2   | 43.      |
| Irina Szkripnyik                                                           | 30 km               | 1:34:38,4 | 47.      |
| Szvjatlana Kamockaja Kacjarina Antanyuk Alena Szinykevics Ljudmila Korolik | 4 × 5 km váltó      | 59:56,9   | 14.      |

## Síugrás
| Versenyző               | Versenyszám | 1. ugrás | 1. ugrás | 2. ugrás | 2. ugrás | Összesítés | Összesítés |
| Versenyző               | Versenyszám | Pont     | Hely.    | Pont     | Hely.    | Pont       | Helyezés   |
| ----------------------- | ----------- | -------- | -------- | -------- | -------- | ---------- | ---------- |
| Aljakszej Sibko         | Normálsánc  | 80,0     | 40.*     | kiesett  | kiesett  | kiesett    | kiesett    |
| Aljakszej Sibko         | Nagysánc    | 65,1     | 55.      | kiesett  | kiesett  | kiesett    | kiesett    |
| Aljakszandr Szinyavszki | Normálsánc  | 71,5     | 50.      | kiesett  | kiesett  | kiesett    | kiesett    |
| Aljakszandr Szinyavszki | Nagysánc    | 94,2     | 32.      | kiesett  | kiesett  | kiesett    | kiesett    |

* - egy másik versenyzővel azonos eredményt ért el